# Falla Na Jordana
La Asociación Cultural Falla Na Jordana, o simplemente  Falla Na Jordana  (con el número 9 en el censo de Junta Central Fallera) es una asociación cultural fallera con sede social en la calle Salvador Giner núm. 9, en  El Carmen de la ciudad de Valencia. La falla tiene como demarcación la calle homónima, además de la plaza Pere Borrego, la calle Liria y la de Salvador Giner.
Aparte de plantar la falla, el colectivo opera como referente cultural de la ciudad de Valencia por las numerosas actividades y propuestas que anualmente genera: publicaciones, montajes teatrales (presentaciones falleras), realización y exhibición de belenes artesanales o el "Tirant de lletra", una lectura pública de la obra de Joanot Martorell, donde exitosas personalidades del ámbito cultural, deportivo, educativo, festivo, político o institucional valenciano participan. 
En 2002 obtuvo la Medalla al mérito cultural que otorga el Consejo Valenciano de Cultura.

## Historia

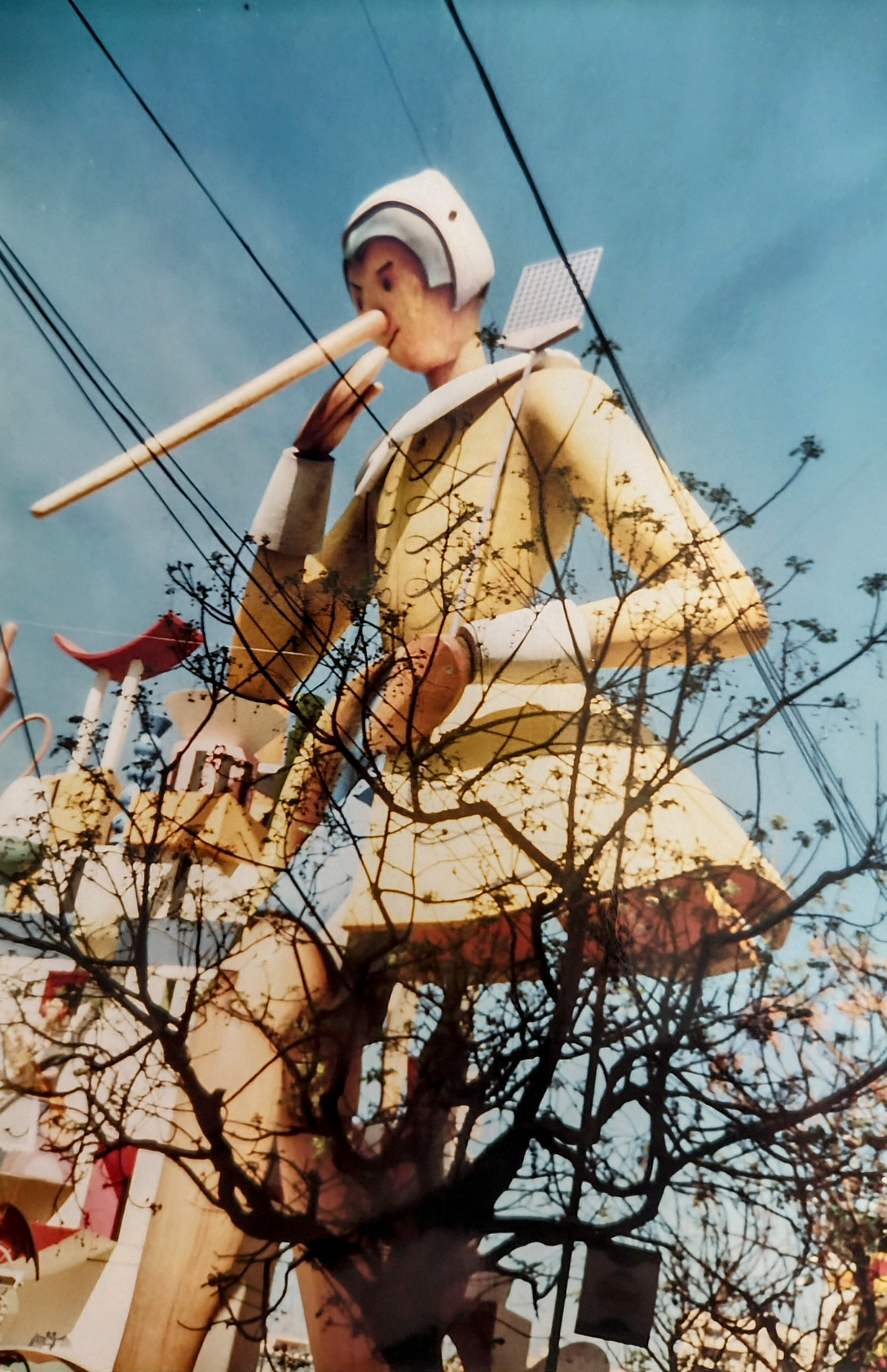
Pinotxada universal, diseñada por Sigfrido Martín Begué, en las fallas de 2001.

Se considera que su primera falla se plantó en 1884, aunque la actual comisión fallera se fundó en 1950, manteniendo una presencia continua desde entonces. Participa en la sección especial de las Fallas de Valencia desde 1954, lo que la convierte en la que más veces ha competido en esta sección. Asimismo, es la comisión que más veces ha ganado el primer premio de ingenio y gracia de la sección especial, en un total de veinticinco ocasiones.
La falla Na Jordana ha conseguido doce veces el primer premio de todas las categorías de las Fallas de Valencia, en los años 1956, 1965, 1975, 1980, 1982, 1986, 1988, 1990, 1994, 1995, 1997 y 2003. También ha ganado en siete ocasiones el premio de la máxima categoría con la falla infantil: 1960, 1962, 1966, 1987, 1989, 1990 y 2016.
El catafalco fallero se trasladó en 1983 desde la misma plaza Na Jordana (actualmente Plaza de Pere Borrego Galindo "Faller") a la Plaza del Portal Nou ya que la falla año tras año crecía en monumentalidad y la estrechez de la plaza hacía complicada su cremá. Entre 1972 y 2000, su presidente, y cabeza visible ha sido Pere Borrego Galindo, cargo que ocupó su hijo, Pere Borrego Pitarch, hasta 2025.
En 2001, el arquitecto, pintor y diseñador Sigfrido Martín Begué fue el encargado de diseñar la falla bajo el lema 2001: Pinotxada Universal construida por el artista fallero Manolo Martín, presidida por la figura de un gran pinocho de más de 20 metros de altura. 
Al año siguiente, también de la mano de Manolo Martín introdujo un diseño del artista gaditano Chema Cobo donde se hizo una crítica y alegoría a la transición española. Otros ilustradores valencianos como el dibujante del diario Levante EMV, Ortifus, o el historietista Sento Llobell han diseñado en varias ocasiones las fallas de la comisión.

Últimas fallas plantadas por Na Jordana
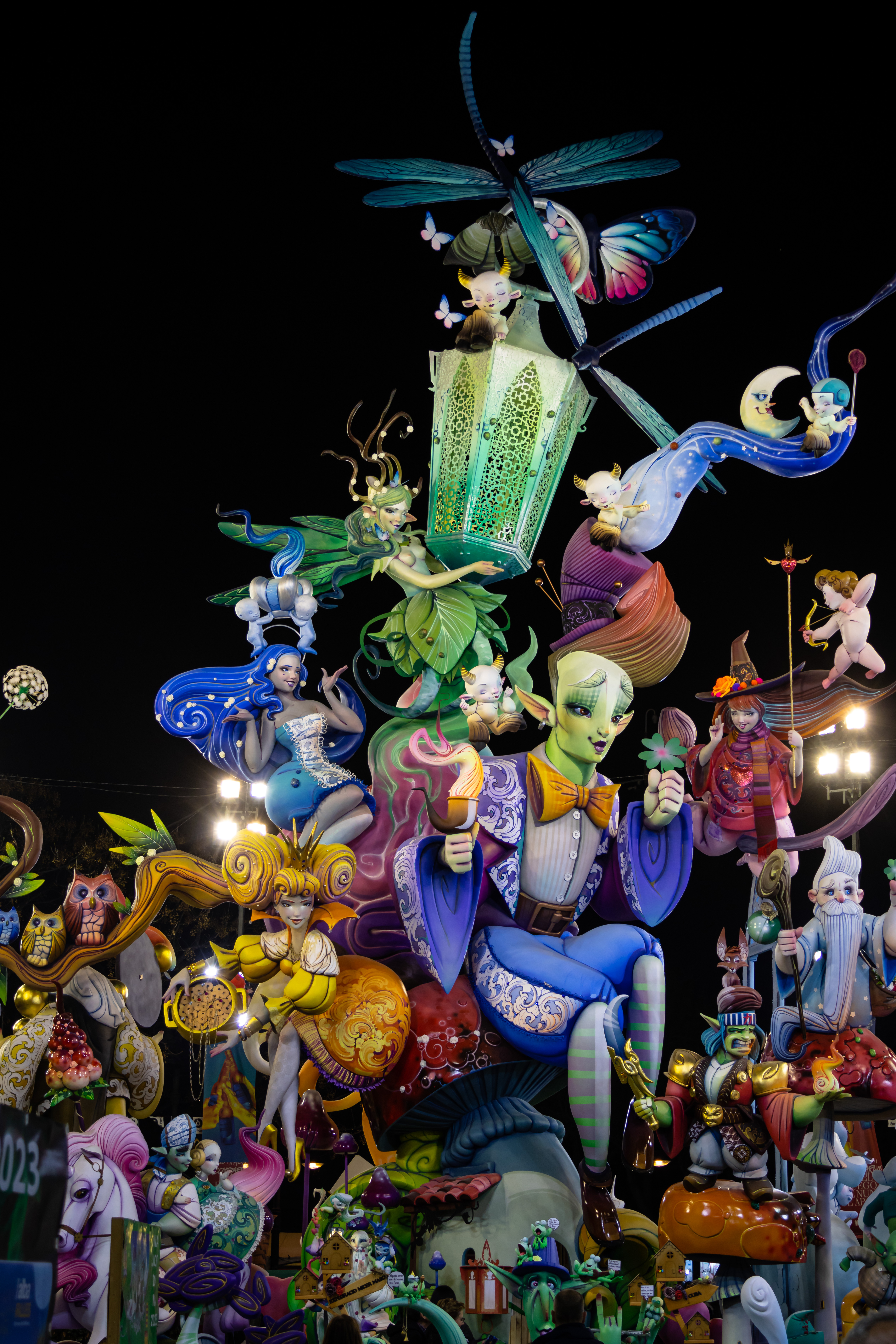
2023
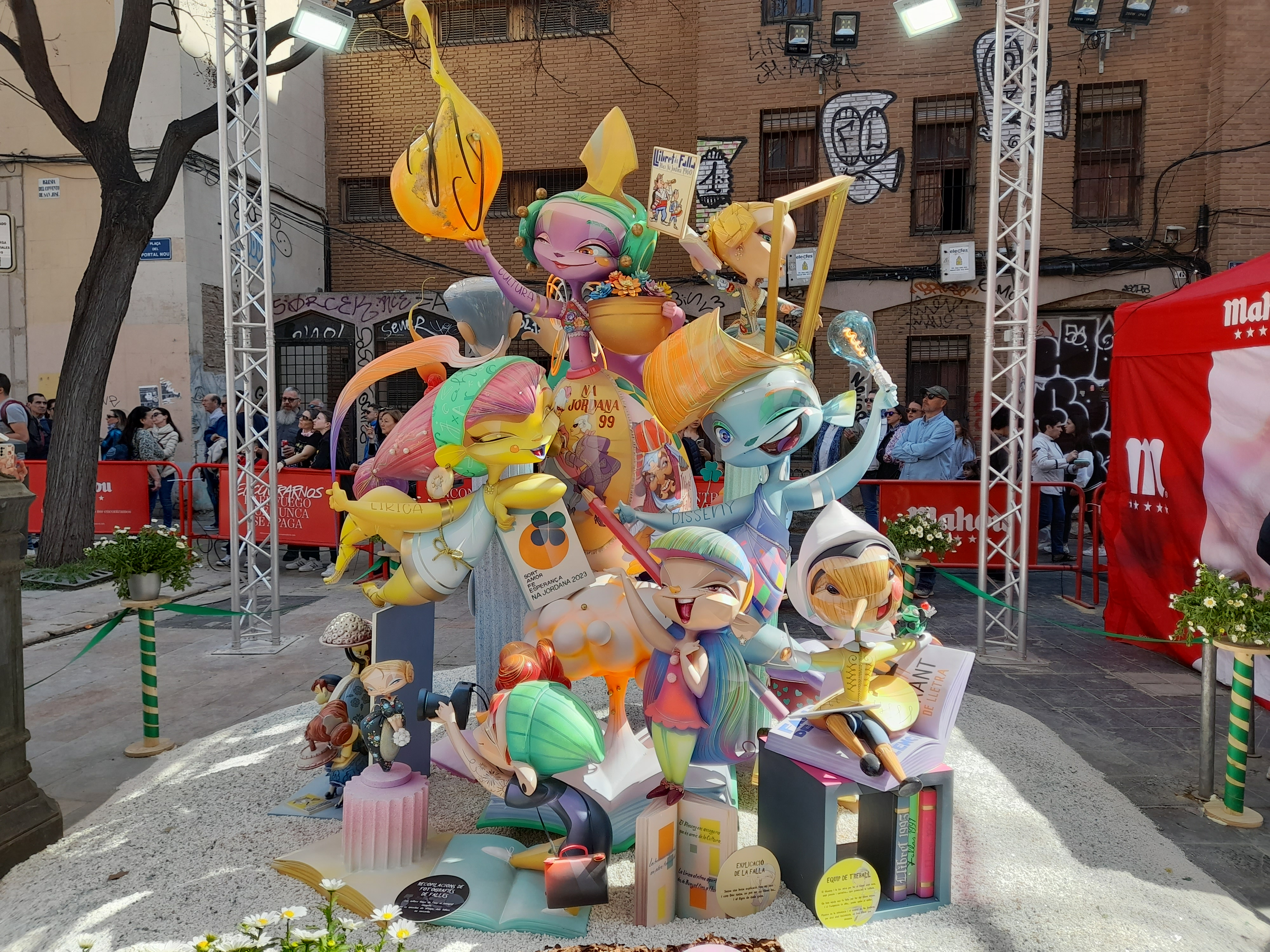
2023 (infantil)
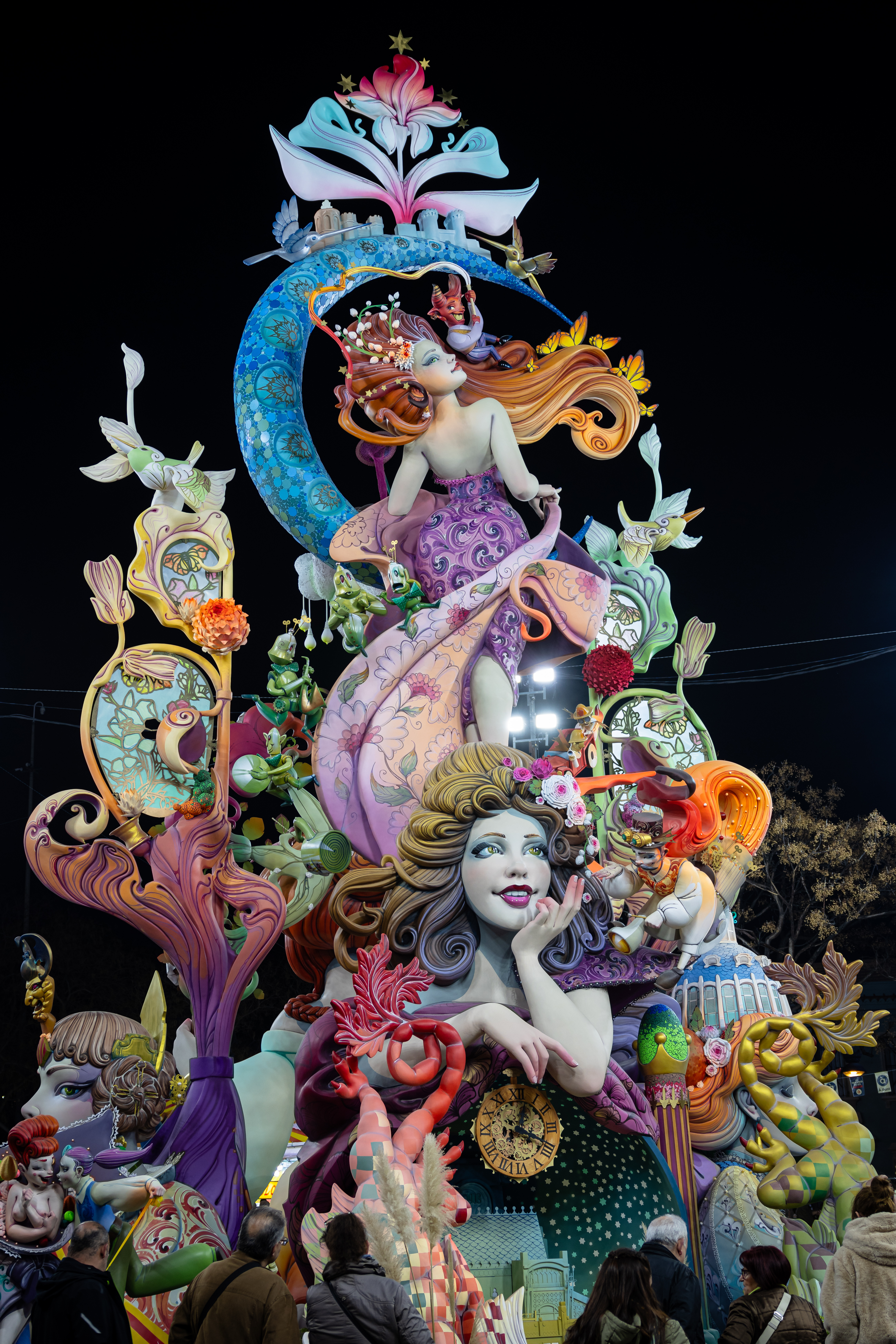
2024
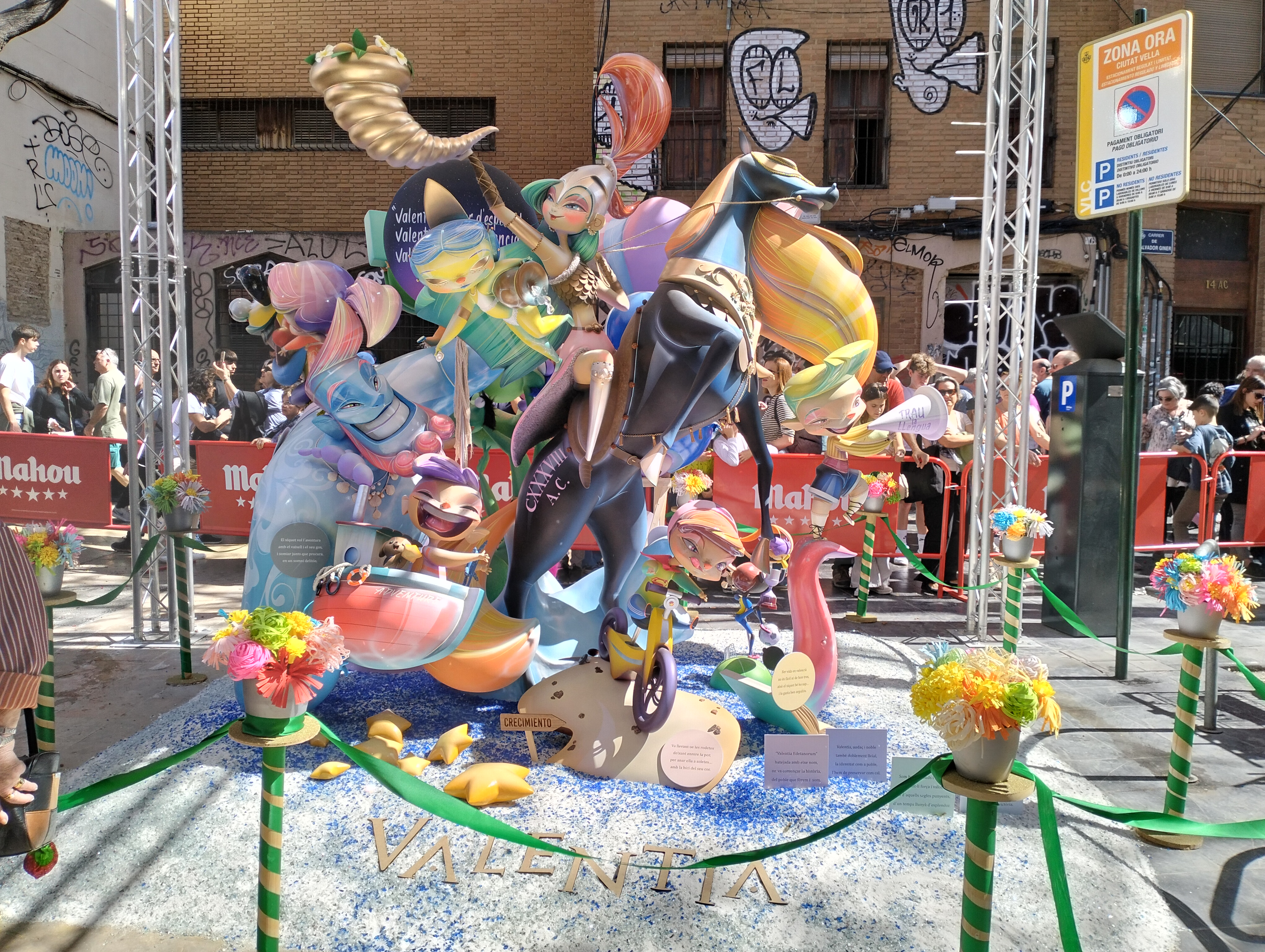
2024 (infantil)
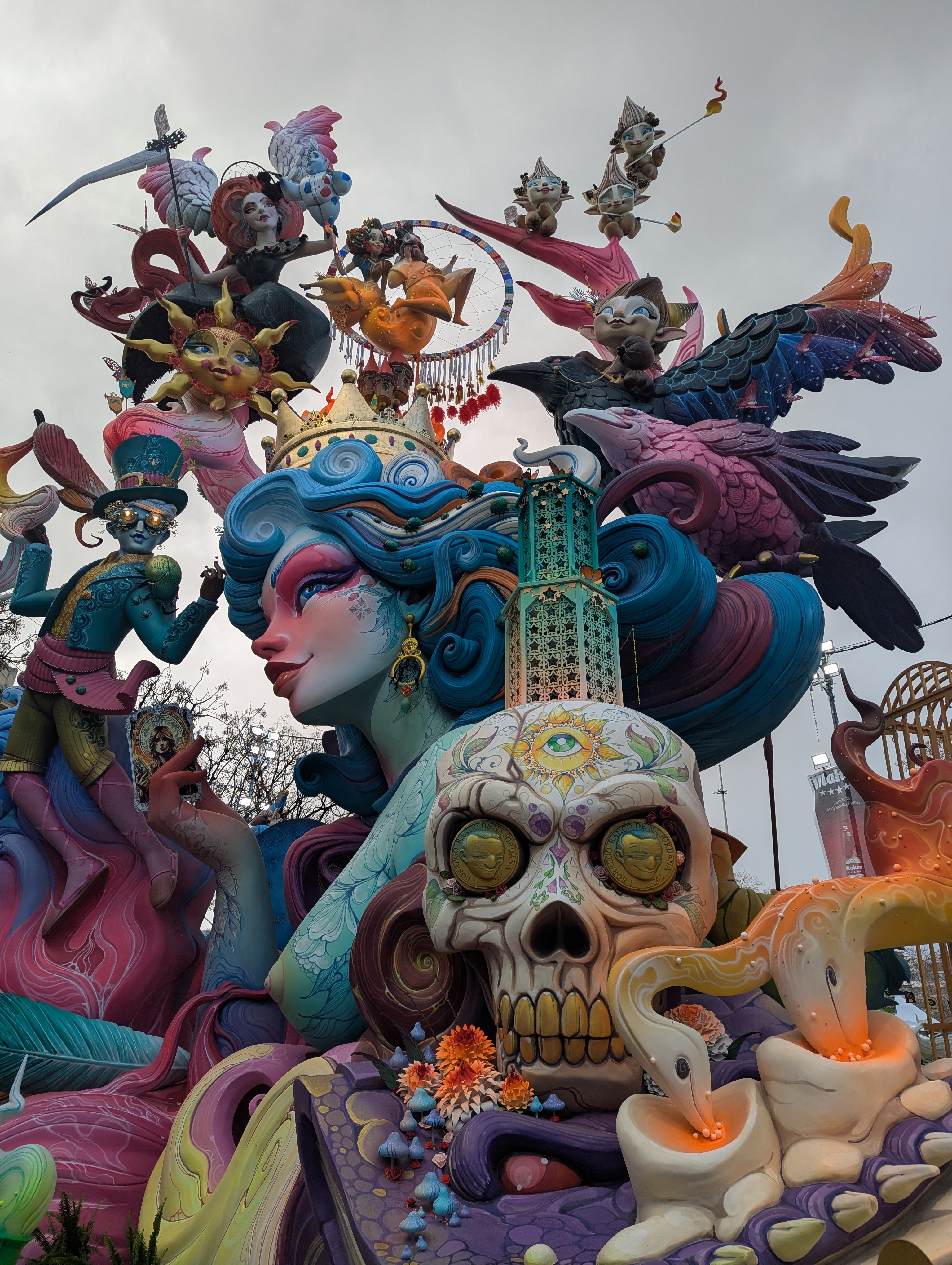
2025
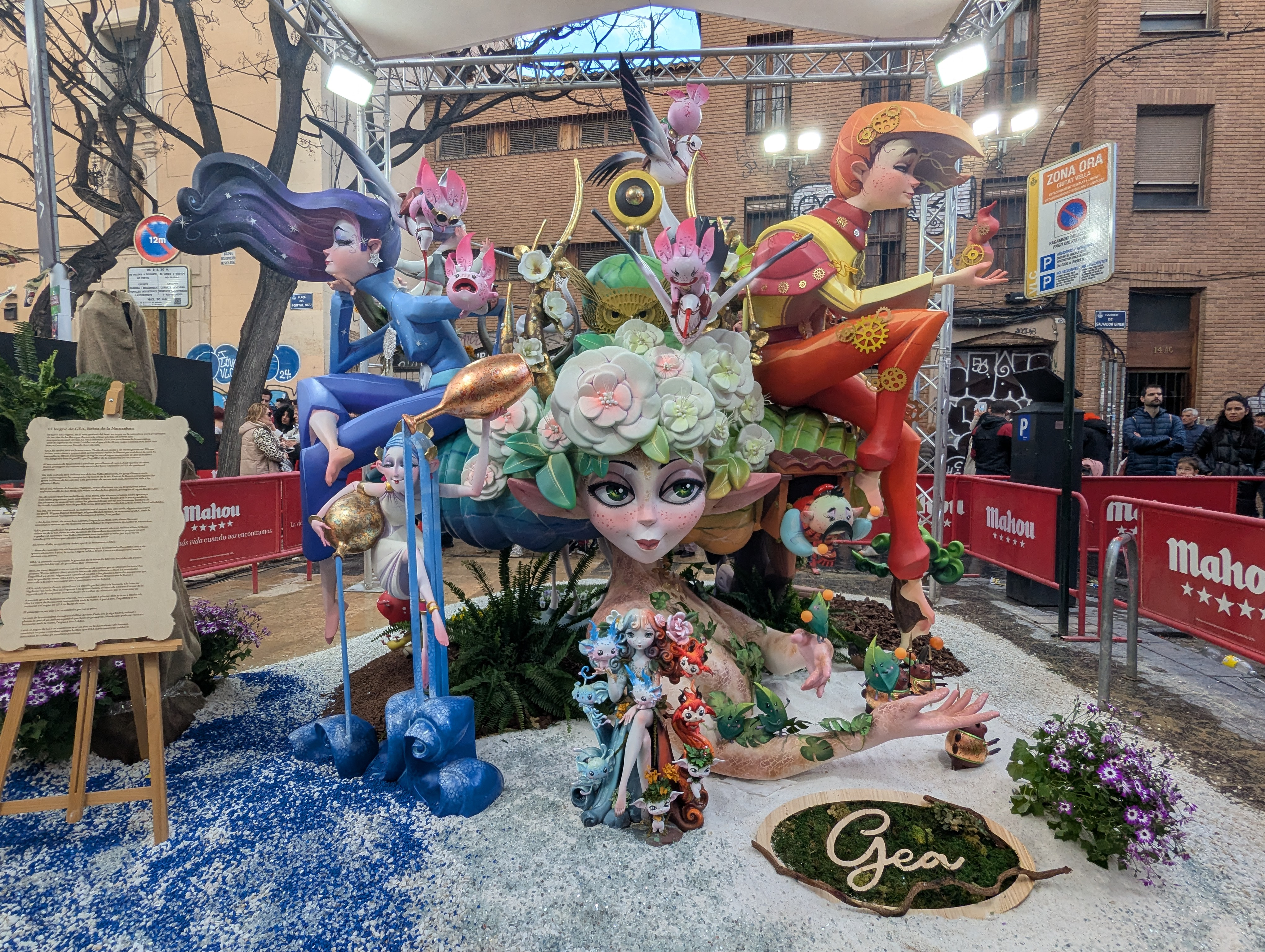
2025 (infantil)

## Artistas falleros

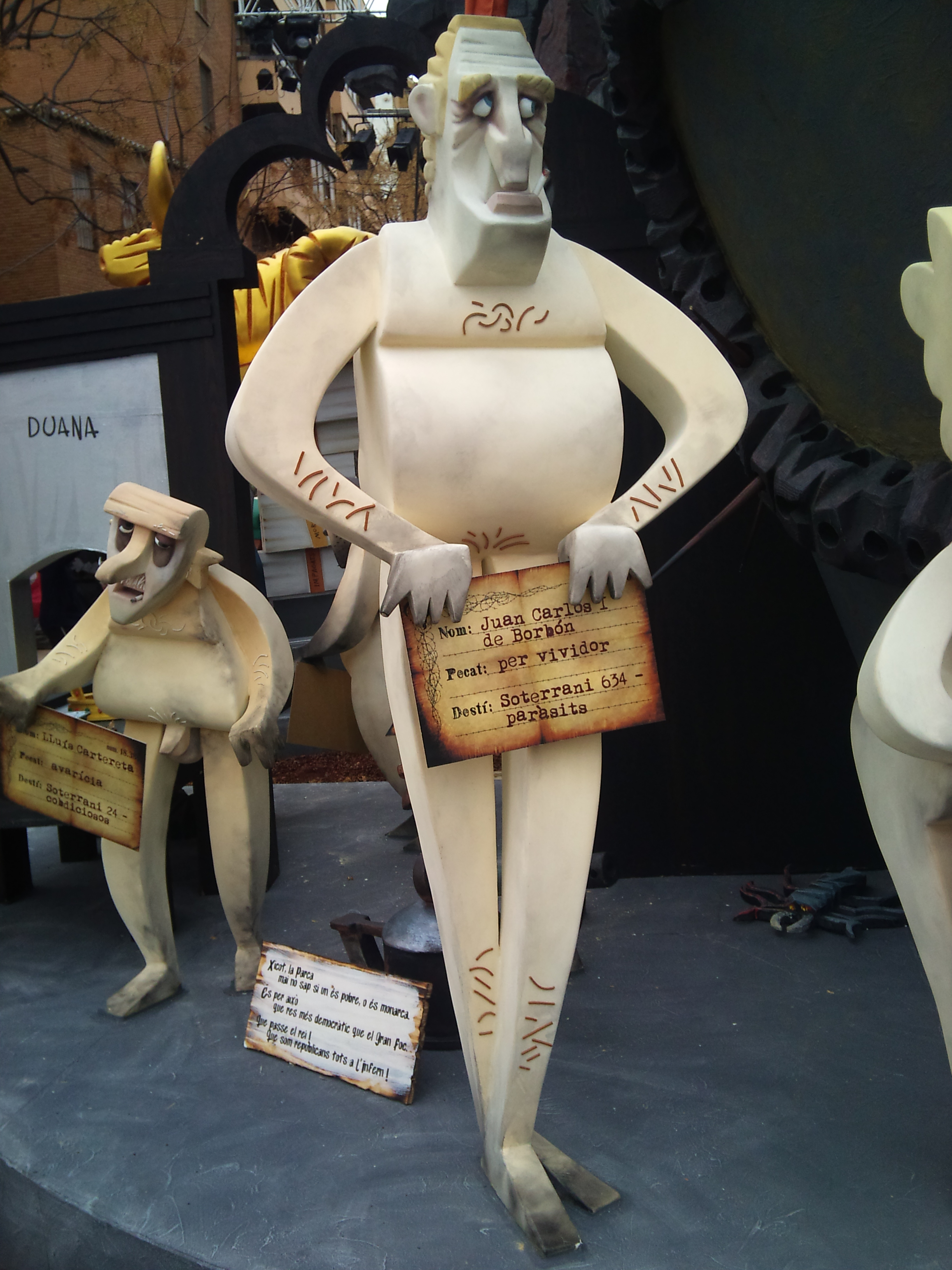
Ninot satírico del Rey Juan Carlos I diseñado por Sento Llobell.

Plantar y quemar una falla es la actividad principal de cualquier comisión fallera, para construirla y diseñarla se contrata principalmente a un artista fallero. Na Jordana durante estos últimos 75 años ha tenido relaciones longevas con diferentes artistas, los más destacados han sido: Miguel Santaeulalia Núñez que llegó a plantar 13 fallas consiguiendo multitud de primeros premios; Julián Puche que plantó 11 fallas, destacando la falla de 1975, Naufragan las tradiciones, considerada por muchos la mejor falla de la historia por su sátira, calidad escultórica y detallismo; Modesto González, el primer artista que con el cual Na Jordana plantó en sección especial, en 1956 les dio su primer primer premio con 6 fallas plantadas durante los años 50. Con seis fallas también, Manolo Martín artista multidisciplinar que plantó uno de los iconos de Na Jordana y la fiesta fallera: Pinotxada Universal, diseñada por  Sigfrido Martín, también les plantó la última falla plantada en la antigua demarcación, en 1982, consiguiendo el primer premio de ese año.

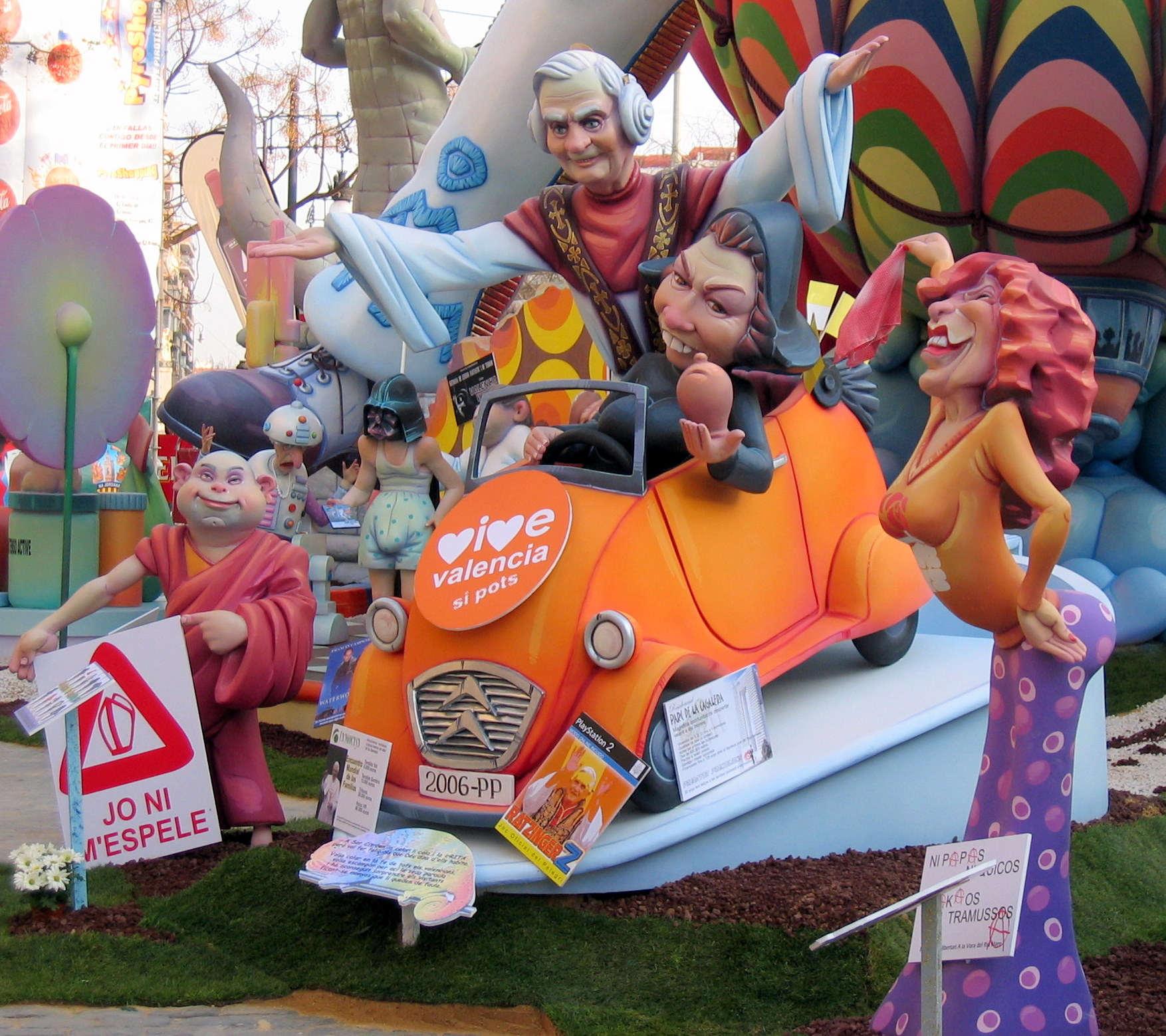
Escena satírica de la falla 2007 sobre la visita del Papa Benedicto XVI a Valencia en julio de 2006.

Y para finalizar, Mario Gual, artista actual que en las fallas de 2025 plantó su sexta falla en la comisión de  El Carmen, con la curiosidad de que son en realidad cinco proyectos porque al suspenderse las fallas de 2020 por la pandemia mundial (Covid-19), donde la falla se tuvo que desmontar y el resto se quemó a puerta cerrada durante la madrugada del 17 de marzo lo que por su tamaño y ensamblaje no se pudo desmontar. La falla con el lema Milagro fue reconstruida y plantada durante las fallas de septiembre de 2021.
En cuanto a las fallas infantiles, el dúo formado por Marisa Falcó y Paco Pellicer (Fet d'encàrrec) plantó 11 fallas infantiles, seguidas de las 9 fallas plantadas por José Fabra y Vicente Lorenzo Díaz, para terminar con las 6 fallas plantadas por Joan S. Blanch entre 2011 y 2016.

## Palmarés
La falla Na Jordana participa en sección especial desde 1954, desde entonces ha conseguido: 
| Premios de falla | Grande | Infantil |
| ---------------- | ------ | -------- |
| Primer premio    | 12     | 7        |
| Segundo premio   | 20     | 9        |
| Ingenio y gracia | 25     | 9        |
| Ninot indultado  | 10     | 5        |

Nota: La sección especial infantil fue creada en 1975, anteriormente existía la sección única donde Na Jordana ganó 3 veces el premio de todas las categorías. Na Jordana no ha participado en la sección especial infantil en los años: 1979, 2017, 2018, 2023, 2024 y 2025.

Ninots indultados
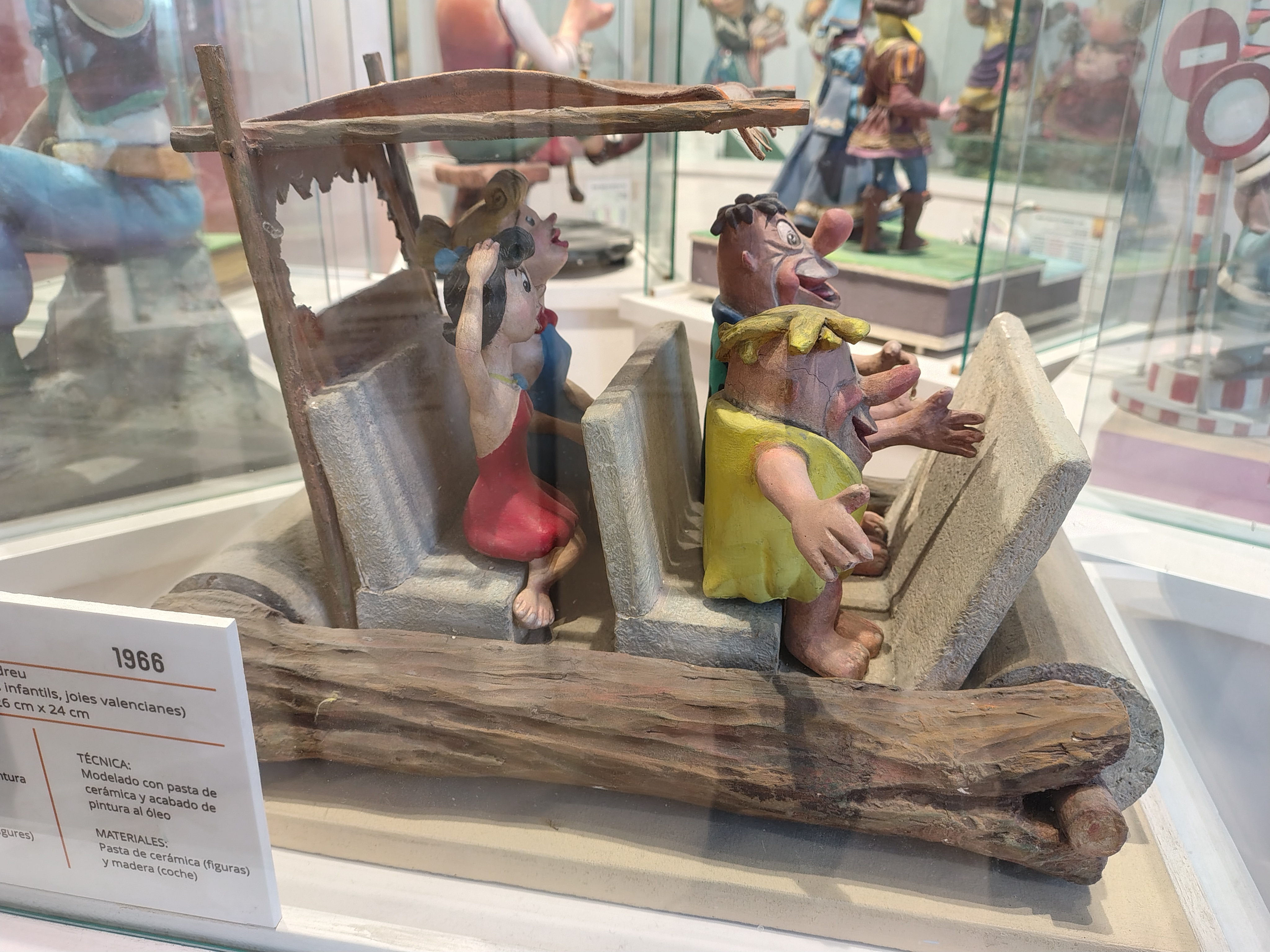
Ninot indultat infantil 1966 (José Fabra)
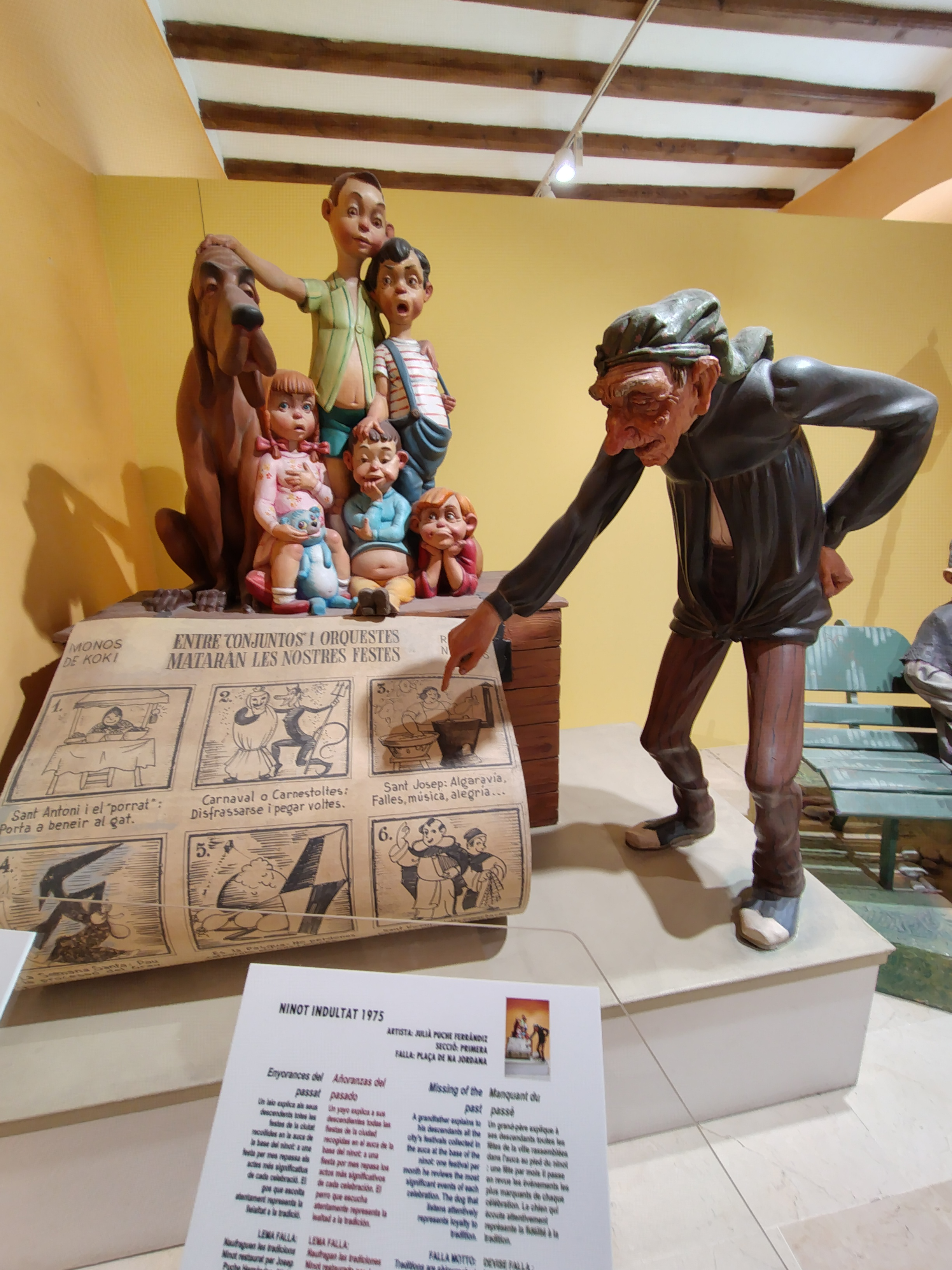
Ninot indultat 1975 (Julián Puche)
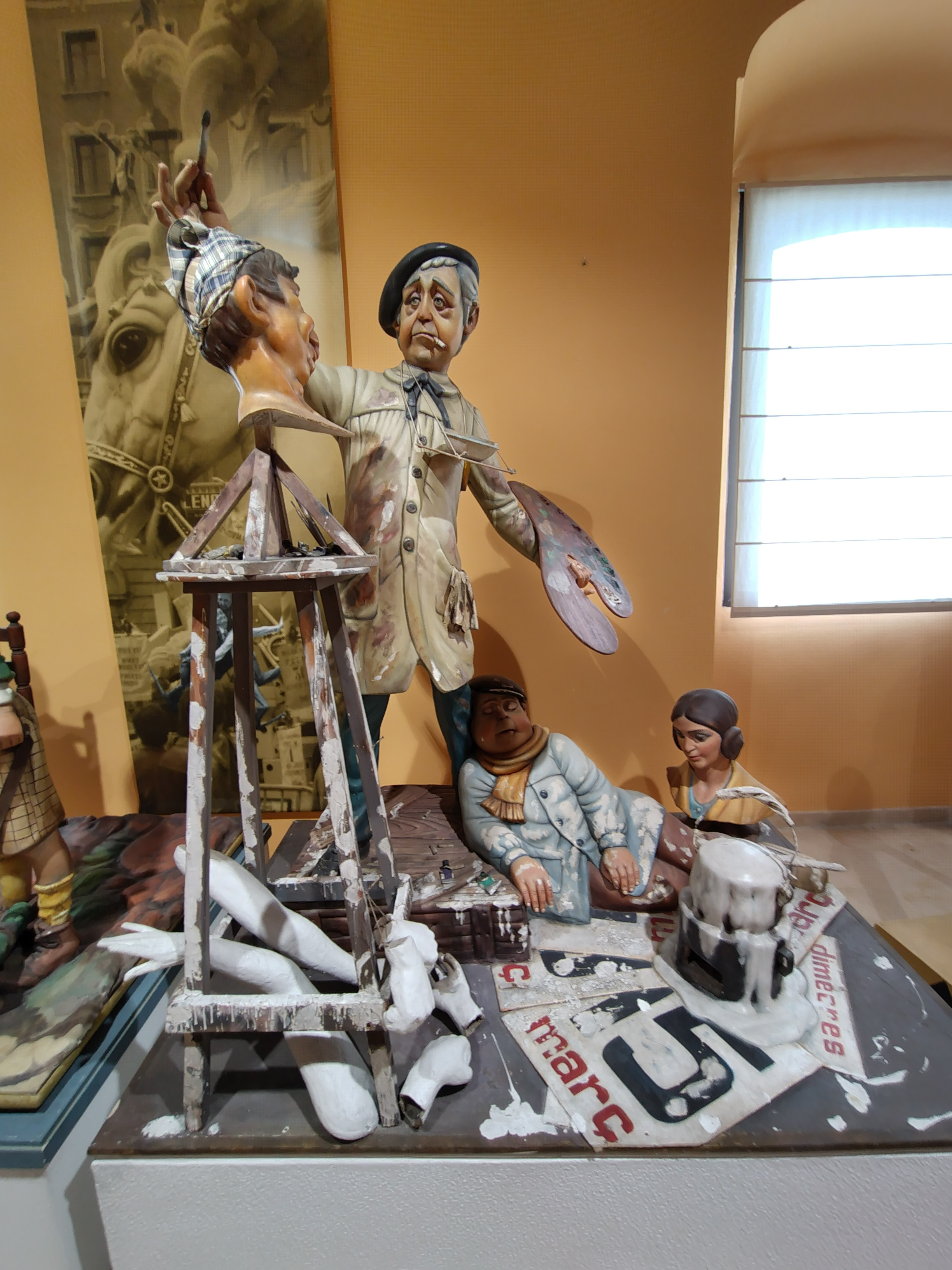
Ninot indultat 1979 (Vicente Agulleiro)
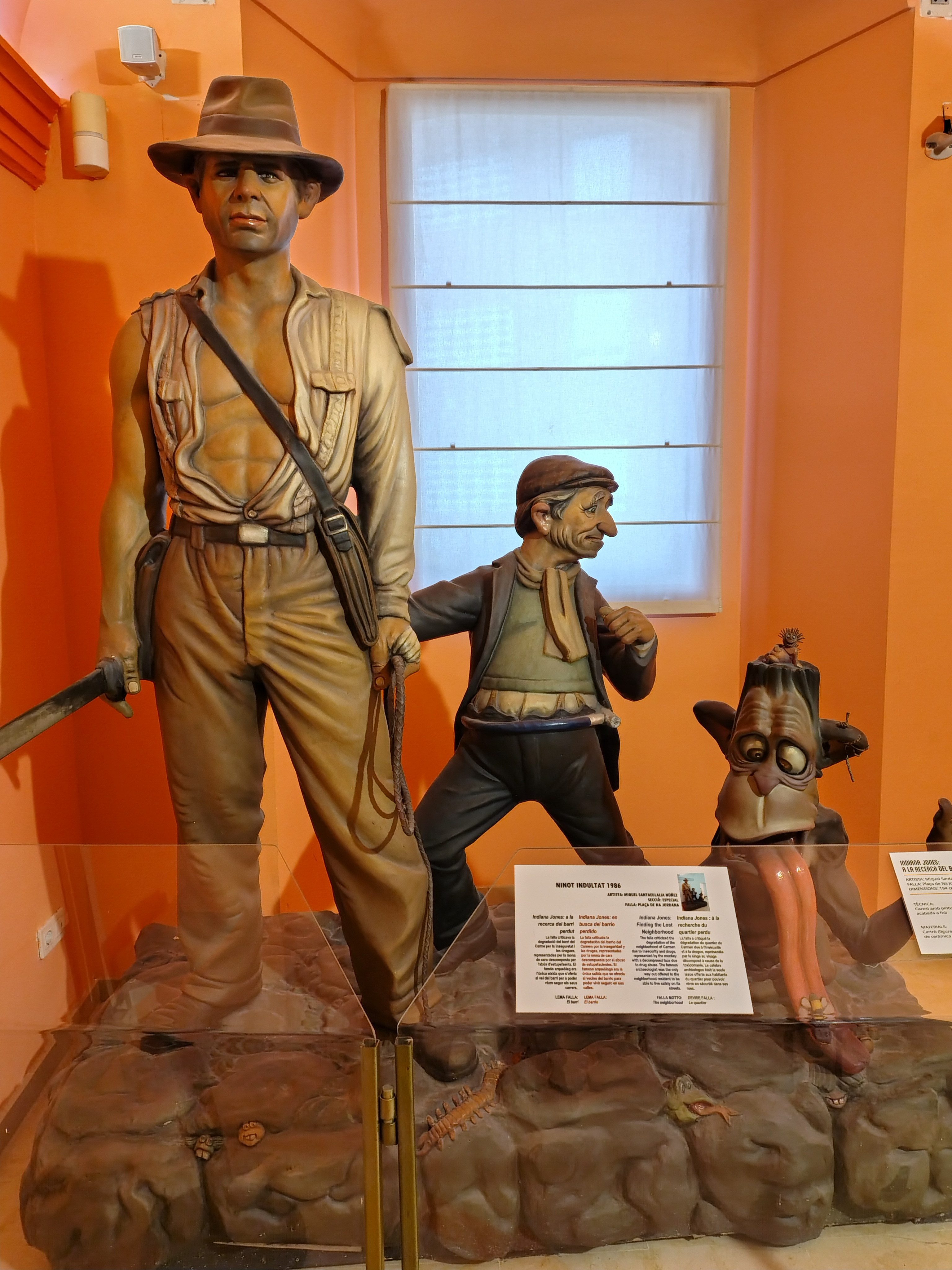
Ninot indultat 1986 (Miguel Santaeulalia)
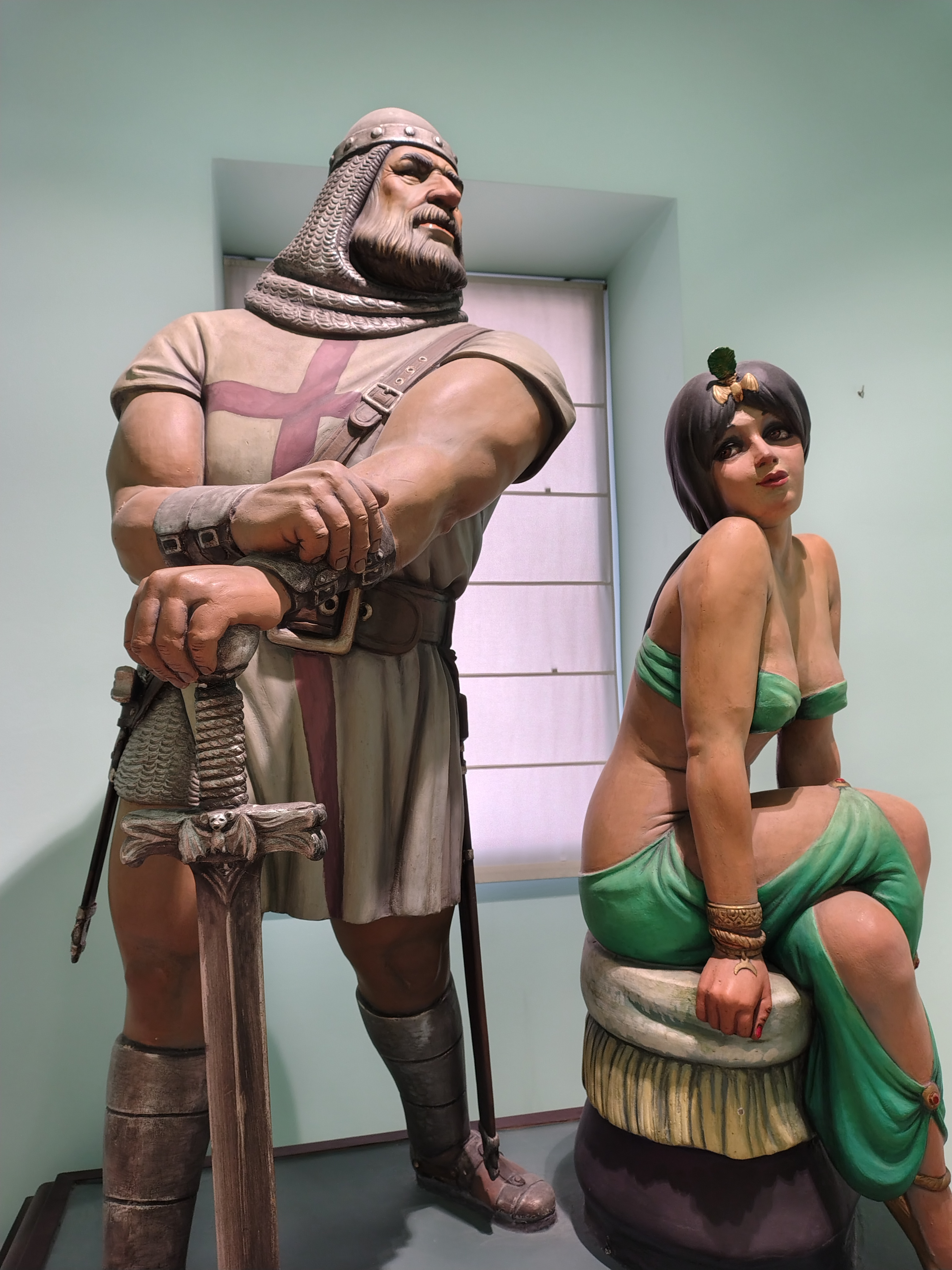
Ninot indultat 1987 (Miguel Santaeulalia)
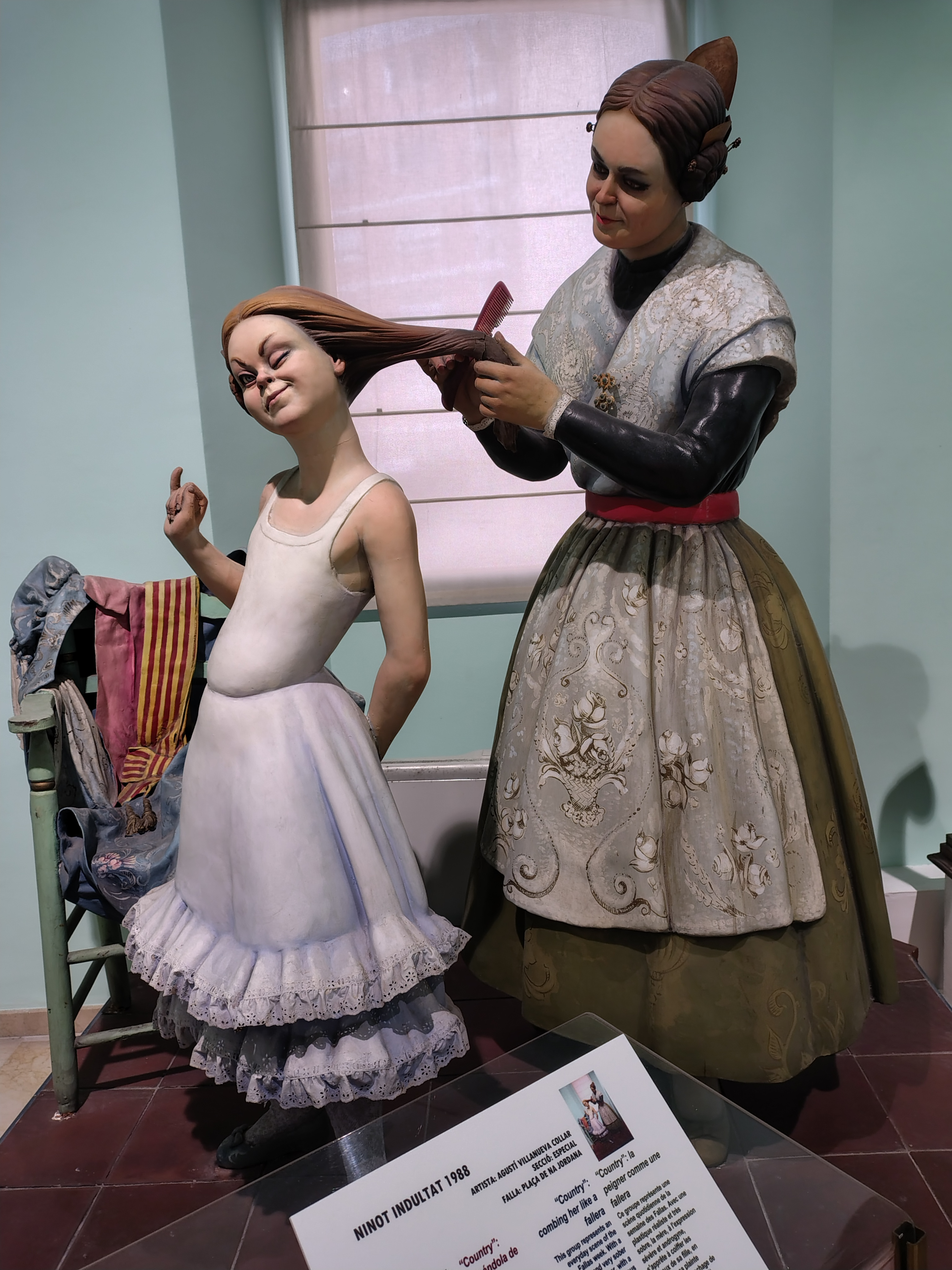
Ninot indultat 1988 (Agustín Villanueva)
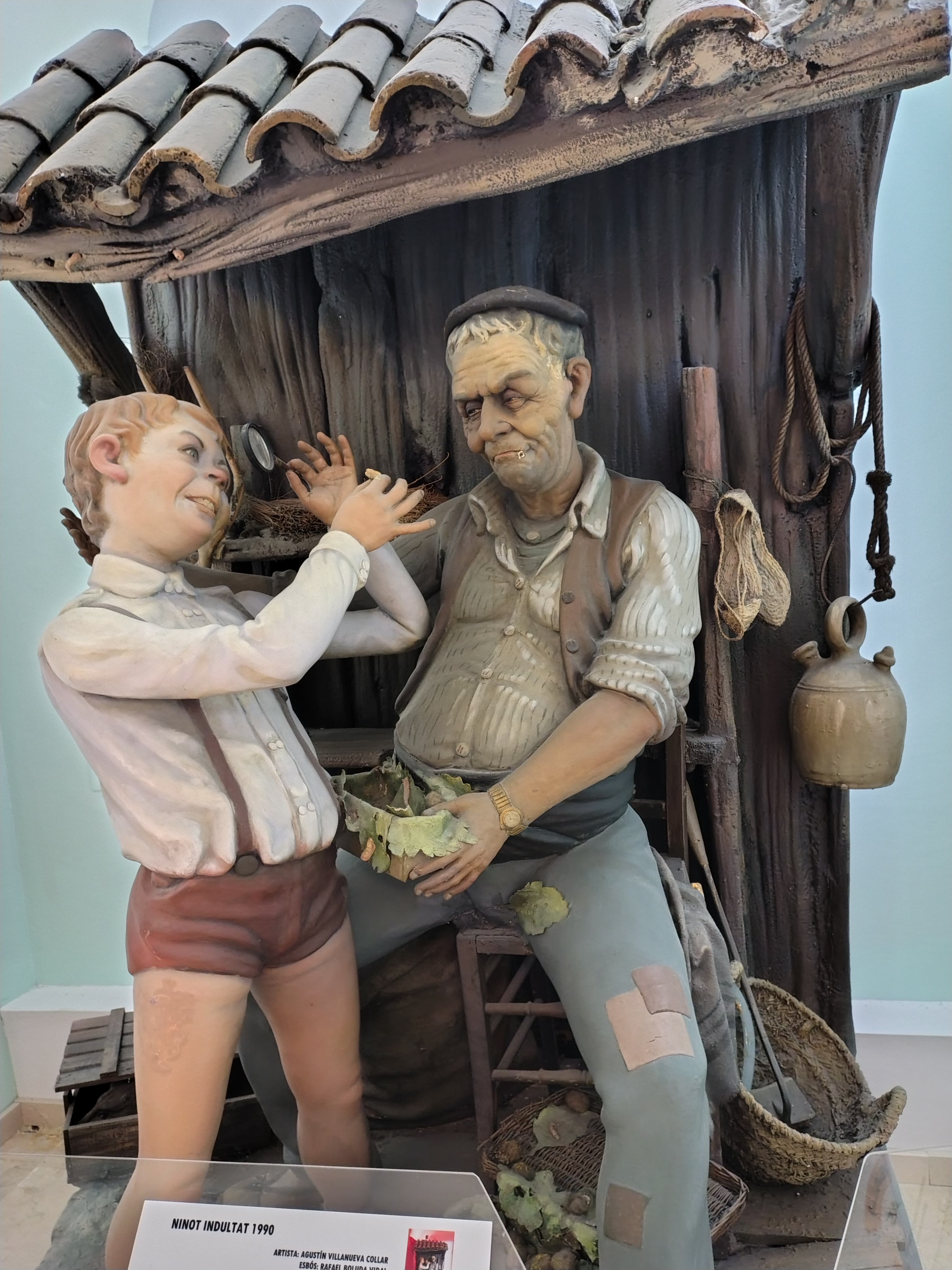
Ninot indultat 1990 (Agustín Villanueva)
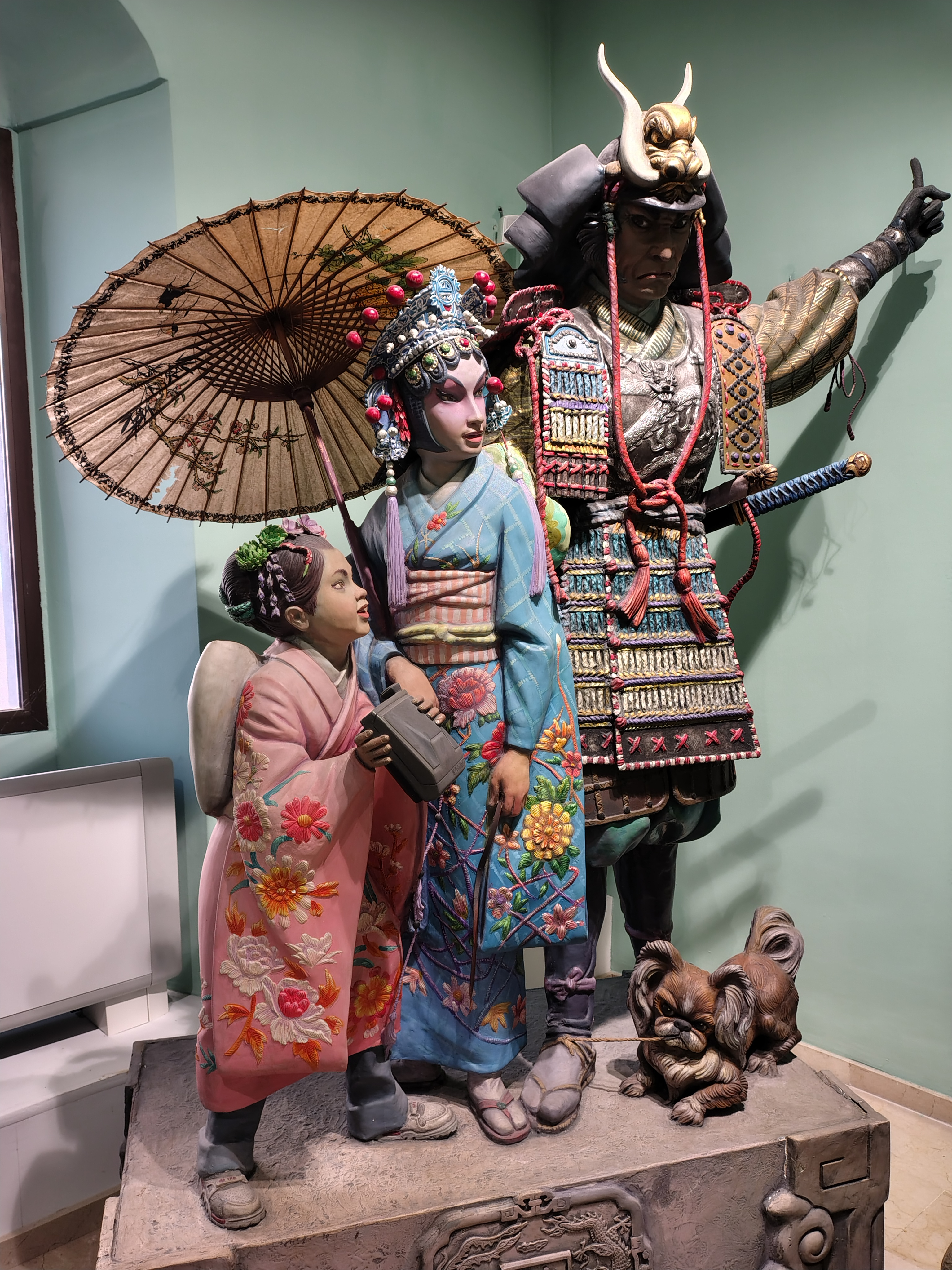
ninot indultat 1991 (Miguel Santaeulalia Nuñez)
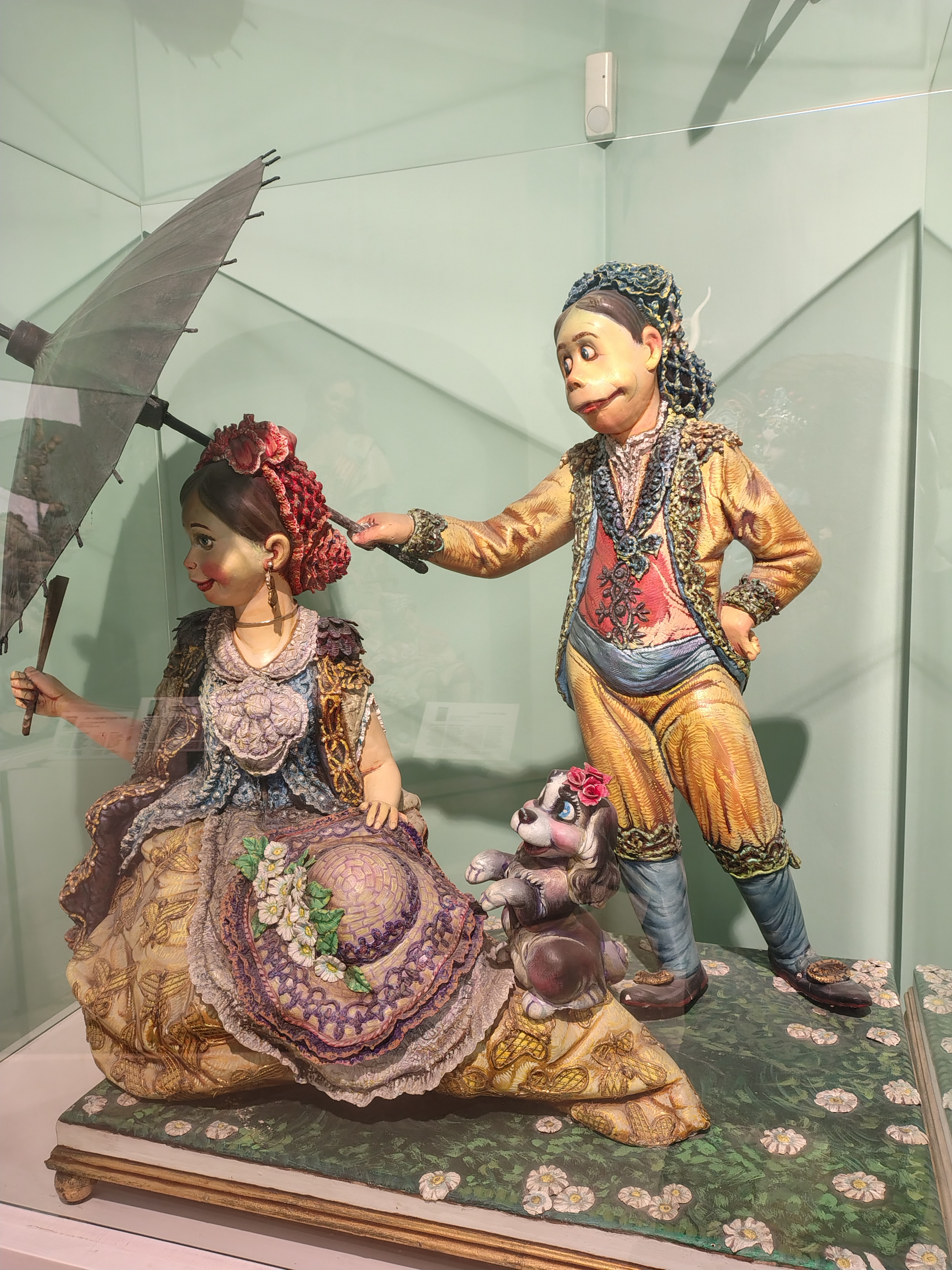
Ninot indultat infantil 1991 (Juan Canet)
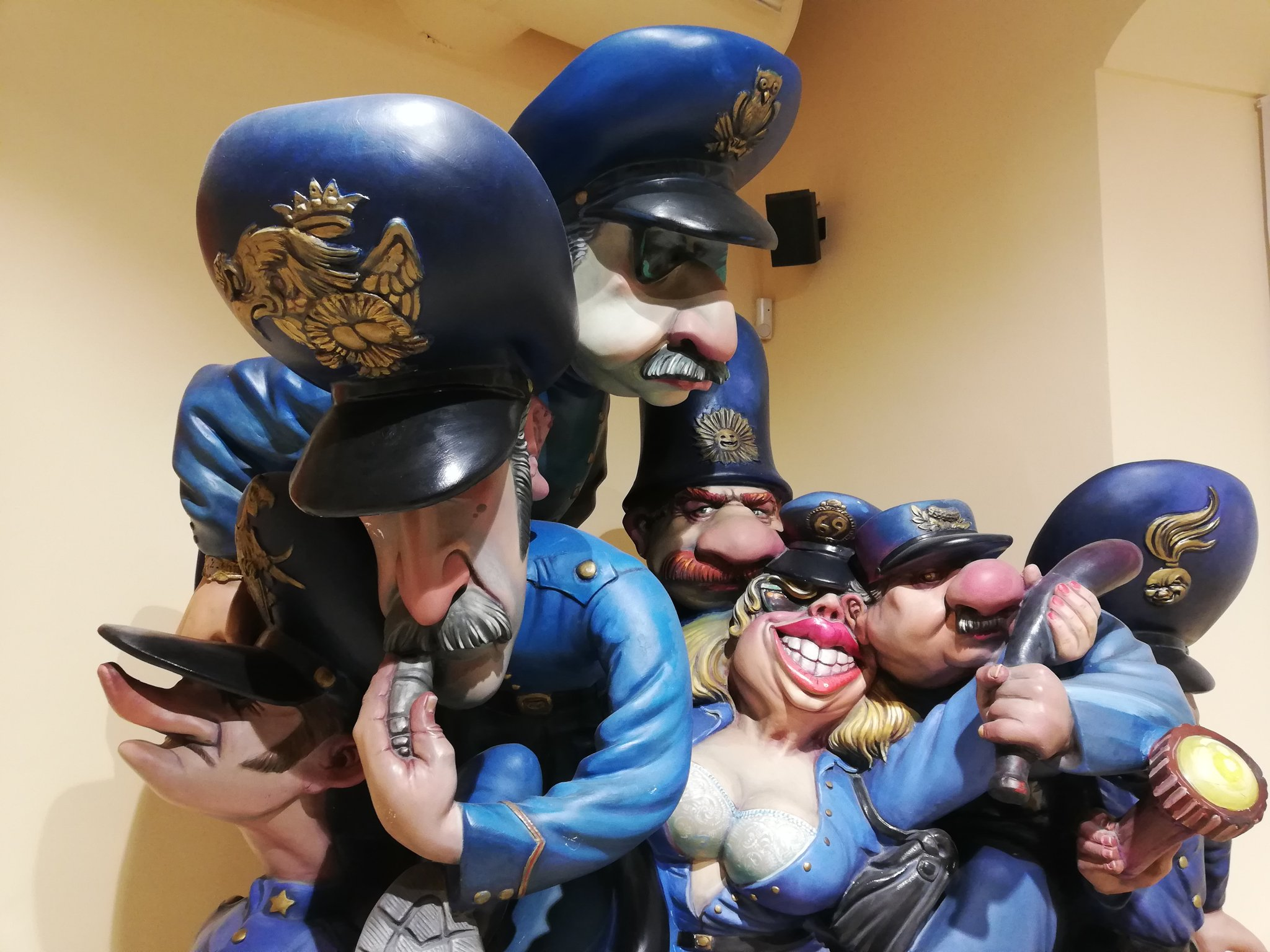
Ninot indultado 1995 (Miguel Santaeulalia Núñez)
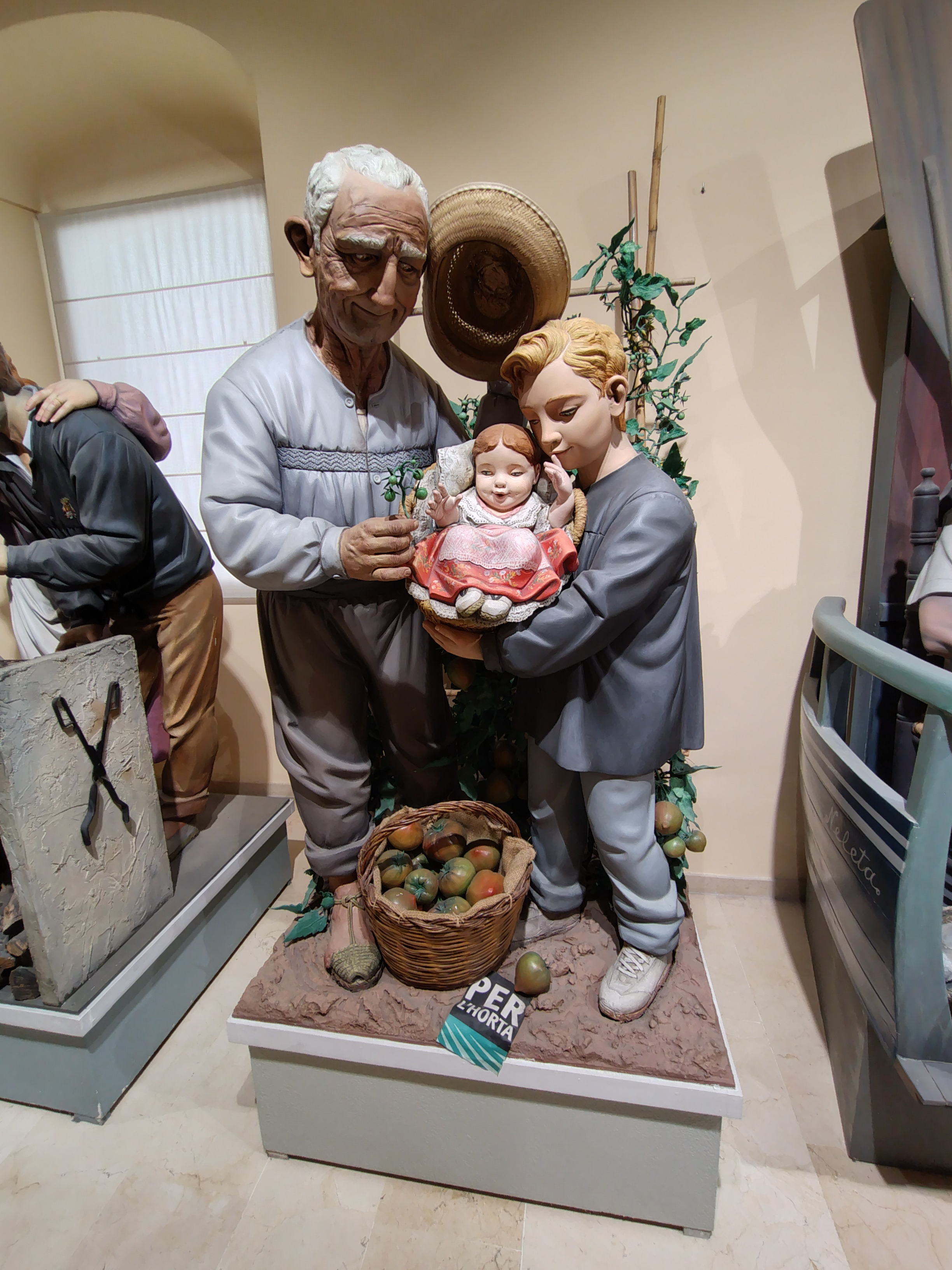
Ninot indultat 2003 (Latorre & Sanz)
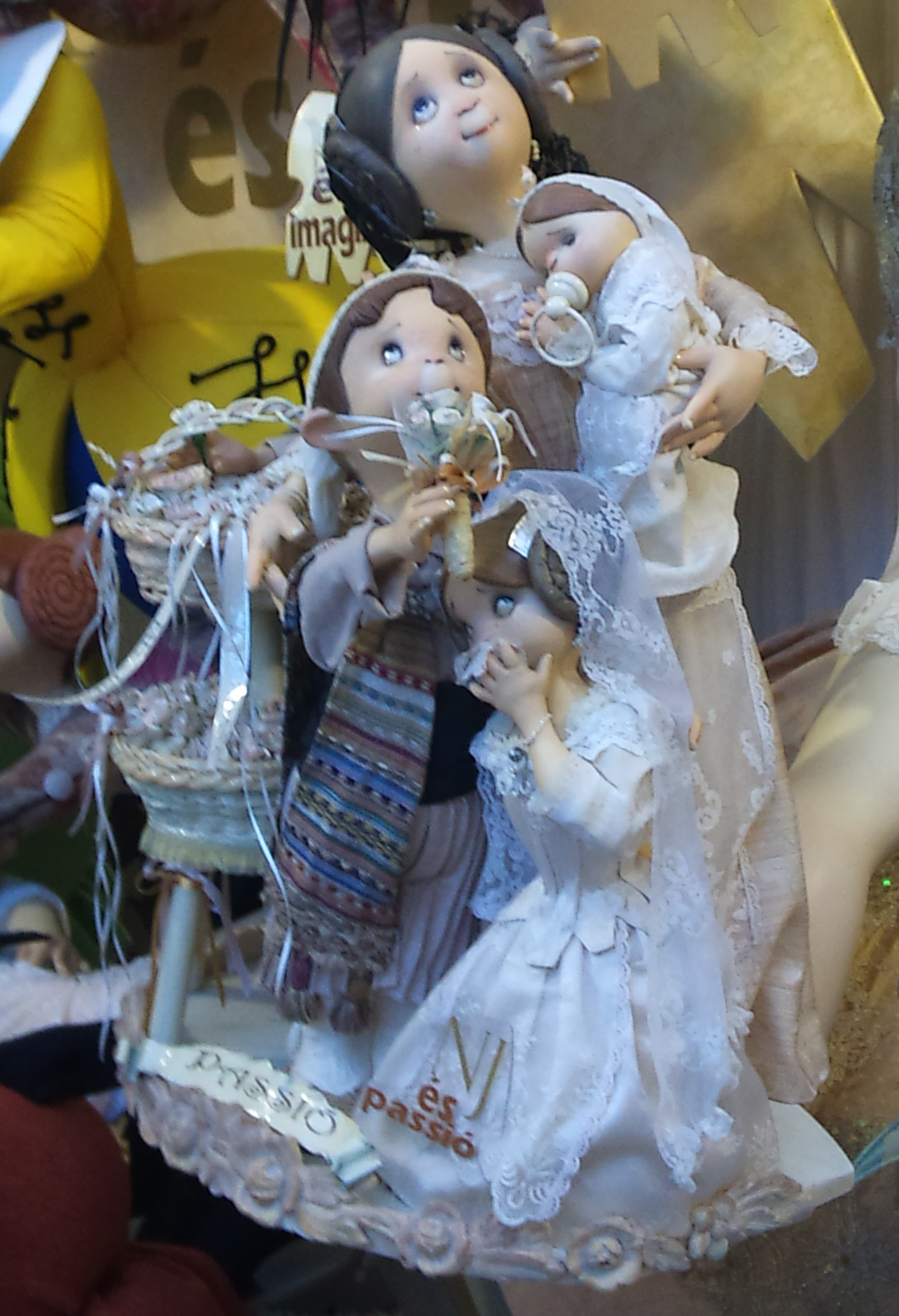
Ninot infantil indultado 2012 (Joan S. Blanch)
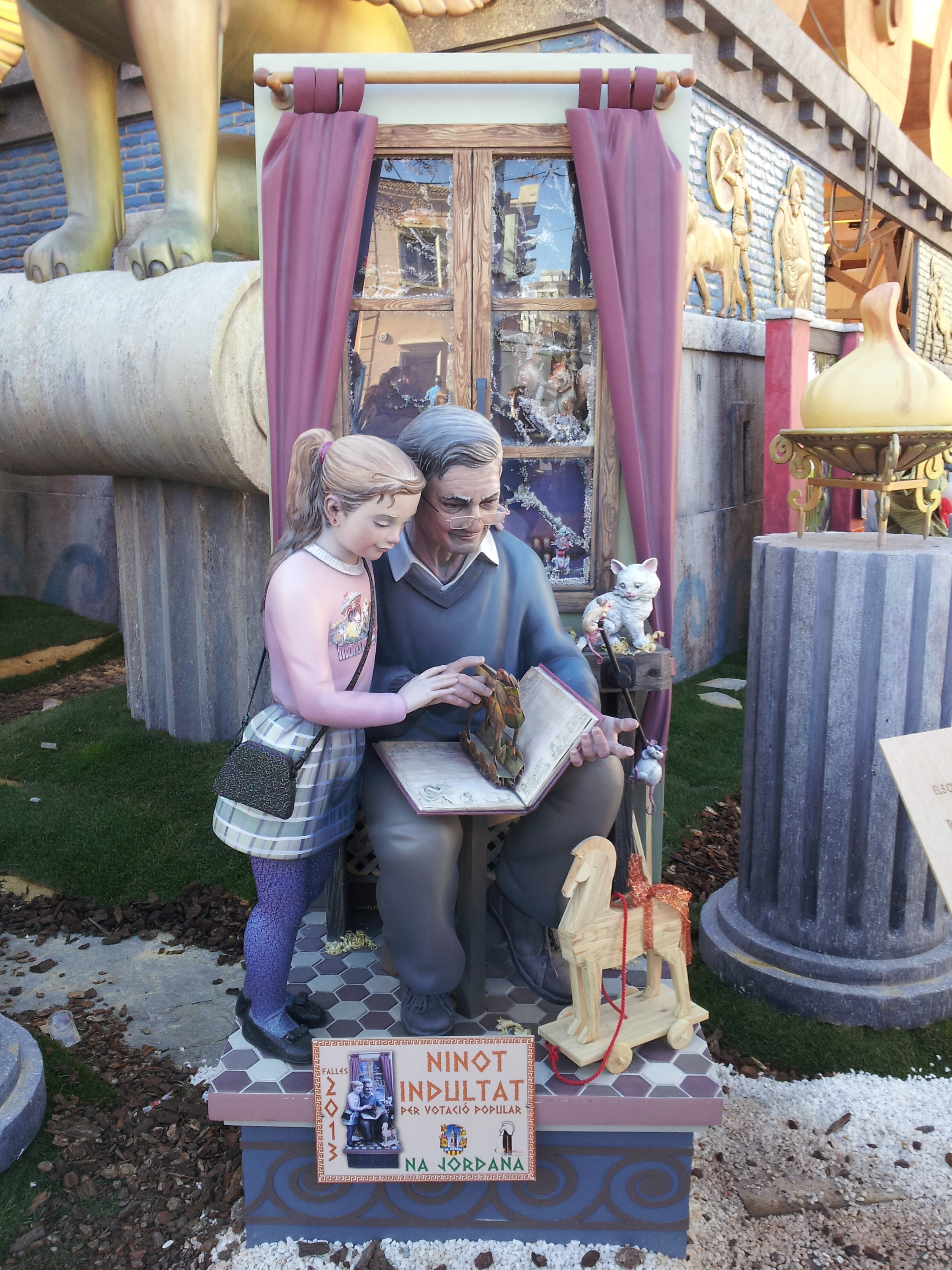
Ninot indultado año 2013 (Grupo Itaca)
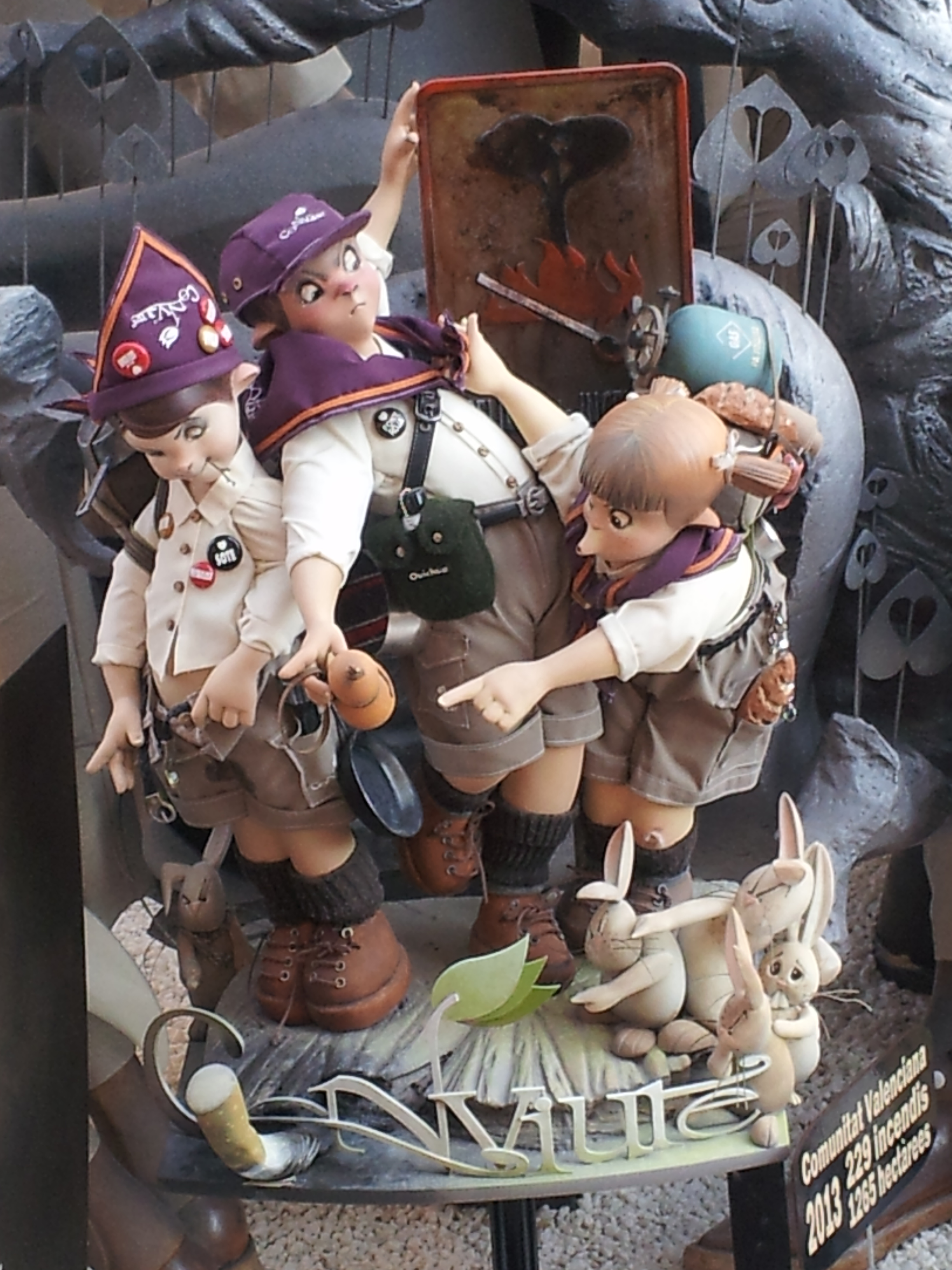
Ninot infantil indultado 2014 (Joan S. Blanch)
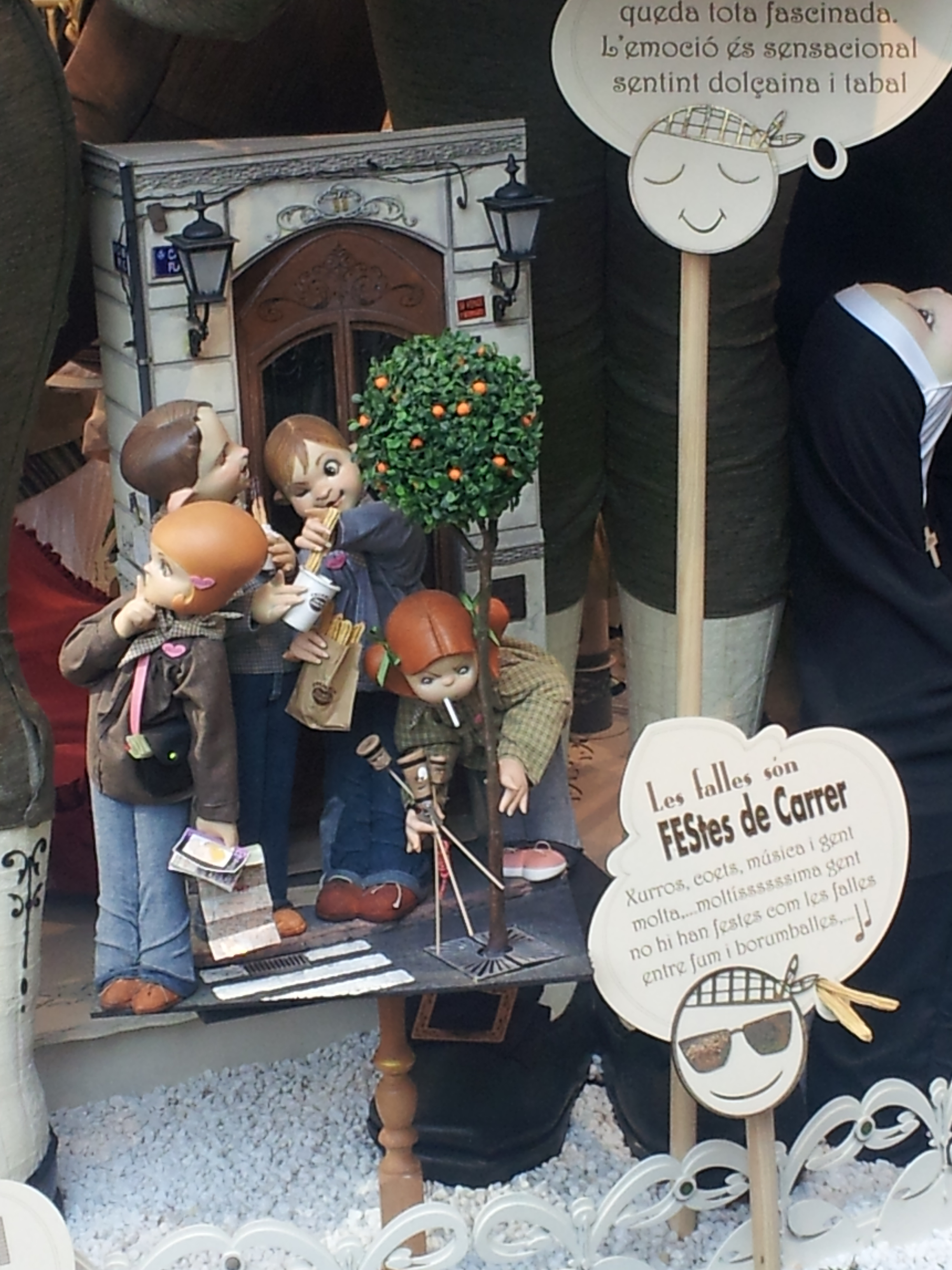
Ninot infantil indultado 2015 (Joan S. Blanch)